# Notices of the American Mathematical Society
Notices of the American Mathematical Society — щомісячний (за винятком одного здвоєного номера, за червень-липень) журнал, що видається Американським математичним товариством. Почав видаватися з 1953 року, номера починаючи з січня 1995 року доступні на вебсайті журналу. Журнал друкує повідомлення про нові великі події в математиці, епізоди з історії математики, статті про різні аспекти професії математика і про математичну освіту, рецензії на книги, фільми, програмне забезпечення та математичні інструменти.

## Інші журнали Американського математичного товариства
- Bulletin of the American Mathematical Society
- Journal of the American Mathematical Society
- Memoirs of the American Mathematical Society
- Transactions of the American Mathematical Society
- Proceedings of the American Mathematical Society